# ترور نافرجام لی جه میونگ
در ۲ ژانویه ۲۰۲۴، لی جه میونگ، رهبر وقت حزب دموکراتیک کره، هنگام بازدید از محل ساخت فرودگاه جزیره گادوک در بوسان هدف سوءقصد با چاقو قرار گرفت. بیست دقیقه پس از حمله، وی در بیمارستان دانشگاه ملی پوسان بستری شد و سپس در حالی که هوشیار بود، با بالگرد به بیمارستان دانشگاه ملی سئول منتقل گردید. مظنون در محل حادثه دستگیر شد و اعلام کرد که قصد ترور لی را داشته است.

## پیش‌زمینه
خشونت سیاسی پیش‌تر نیز در کره جنوبی رخ داده است. در سال ۲۰۰۶، پارک گون هه، رهبر وقت حزب بزرگ ملی، در یک مراسم مورد حمله با چاقو قرار گرفت. پدر او، پارک چونگ هی نیز در سال ۱۹۷۹ توسط رئیس سازمان اطلاعات خود ترور شد. در سال ۲۰۱۵، مارک دابلیو. لیپرت، سفیر ایالات متحده در کره جنوبی، در حالی که در یک کنفرانس صبحانه در سئول شرکت کرده بود، از یک حمله با چاقو جان سالم به در برد. در سال ۲۰۲۲، سونگ یونگ گیل، رهبر وقت حزب دموکراتیک کره، با چکش مورد حمله قرار گرفت. در همان سال، لی جه میونگ در رقابتی بسیار نزدیک، رقابت ریاست‌جمهوری را به یون سوک یول واگذار کرد؛ انتخاباتی که به عنوان نزدیک‌ترین انتخابات ریاست‌جمهوری در تاریخ کره جنوبی شناخته می‌شود.
در ۷ مه ۲۰۲۲، لی نامزدی خود را برای انتخابات میان‌دوره‌ای ژوئن ۲۰۲۲ در حوزهٔ گه‌یانگ اینچئون برای کرسی خالی مجلس ملی اعلام کرد. وی در انتخابات اول ژوئن به پیروزی رسید و در ۲۸ اوت همان سال به عنوان رهبر حزب دموکراتیک کره انتخاب شد.
در زمان حمله، لی تحت پیگرد قضایی به اتهام فساد قرار داشت؛ اتهاماتی که او آن‌ها را رد کرده و انگیزه‌ای سیاسی برایشان قائل بود. این حمله نزدیک به سه ماه پیش از انتخابات مجلس ملی سال ۲۰۲۴ رخ داد.

## حمله

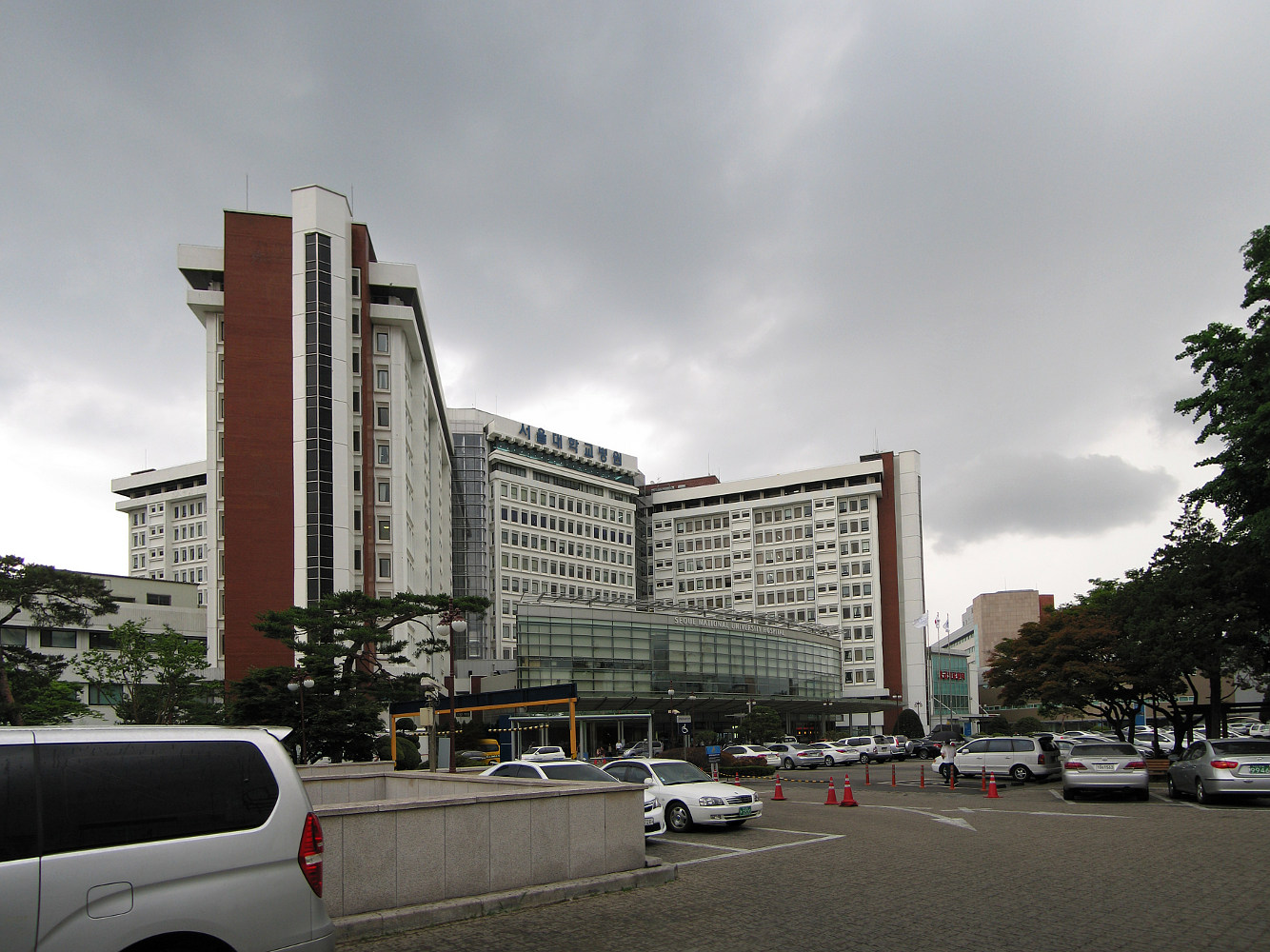
بیمارستان دانشگاه ملی سئول، جایی که لی جه میونگ پس از انتقال از بوسان تحت عمل جراحی قرار گرفت.

در ۲ ژانویه ۲۰۲۴، لی جه میونگ در حال برگزاری یک نشست خبری در فرودگاه جدید جزیره گادوک بود. در ساعت ۱۰:۲۷ (کی‌اس‌تی)، فردی به لی نزدیک شد و پس از درخواست امضا، او را از سمت چپ گردن با چاقو مجروح کرد. مقام‌های حاضر در محل بلافاصله لی را پوشش دادند و یکی از آنان گردن او را با پارچه‌ای بست. گزارش‌ها حاکی از آن است که لی خون‌ریزی داشت اما هوشیار باقی ماند. وی در ساعت ۱۰:۴۷ به آمبولانس منتقل شد و در ساعت ۱۱:۱۶ به مرکز ترومای بیمارستان دانشگاه ملی پوسان رسید. سپس در حالی که هنوز هوشیار بود، با بالگرد به بیمارستان دانشگاه ملی سئول منتقل شد.
گزارش شد که زخم لی یک بریدگی به طول یک سانتی‌متر در ناحیه گردن بوده که خون‌ریزی جزئی داشته است. با این حال، مسئولان پزشکی در بیمارستان دانشگاه ملی بوسان اعلام کردند که ورید ژوگولار لی آسیب دیده و نگران احتمال خون‌ریزی شدید بودند.
لی در همان روز در بیمارستان دانشگاه ملی سئول تحت عمل جراحی اضطراری قرار گرفت. به گفتهٔ مسئولان حزب دموکراتیک، این جراحی «بیش از حد انتظار طول کشید» و وضعیت او به‌دقت تحت نظر قرار گرفت.
این حادثه به صورت زنده فیلم‌برداری شد و تصاویر آن از شبکه‌های تلویزیونی کره جنوبی پخش گردید.
یکی از شاهدان عینی اظهار داشت که در زمان وقوع حمله، بیش از دوازده مأمور پلیس در محل حضور داشتند.